# باربارا رابینز

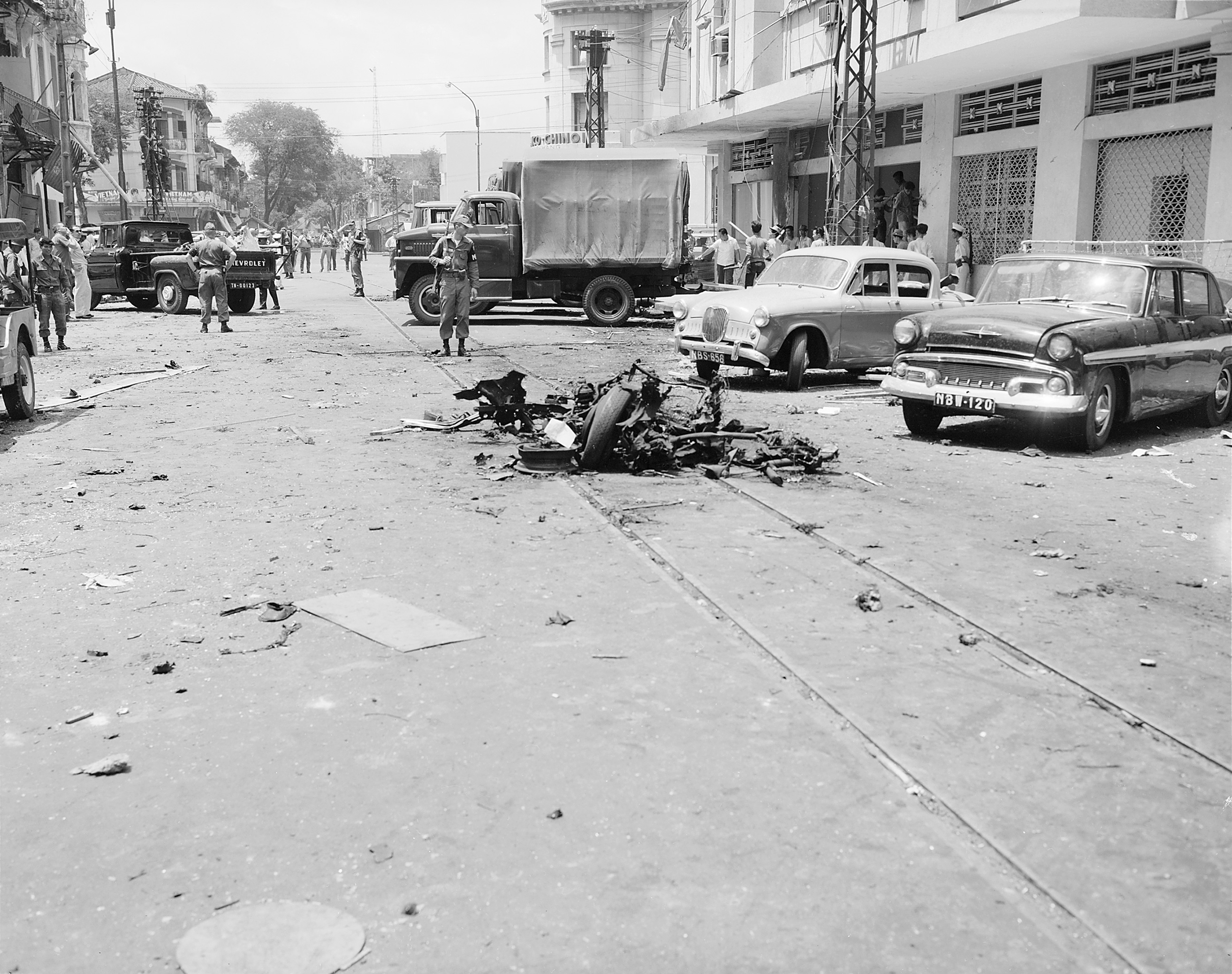
صحنه بمب‌گذاری سال ۱۹۶۵ که در آن رابینز به قتل رسید

باربارا آنت رابینز (زاده ۲۶ ژوئیه ۱۹۴۳- گذشته ۳۰ مارس ۱۹۶۵) یک وزیر آمریکایی بود که در سازمان اطلاعات مرکزی آمریکا استخدام گردید. رابینز در انهدام خودروی بمب‌گذاری گردیده در سفارت ایالات متحده در سایگون به قتل رسید. رابینز نخستین کارمند زنی بود که در تاریخ سیا در عملیات به قتل رسید، نخستین زن آمریکایی بود که در تهاجم ویتنام به قتل رسید و از سال ۲۰۱۲، جوان‌ترین کارمند سیا بود که در عملیات جان خودش را ز دست داد.
رابینز در داکوتای جنوبی زاده شد و بیشتر در کلرادو رشد پیدا کرد، محلی که در دانشگاه ایالتی کلرادو از سال ۱۹۶۱ تا ۱۹۶۳ آموزش منشی را کسب نمود. او بی وقفه بعد از اخذ مدرک تحصیلیش به سازمان سیا اضافه شد، با داعیه شرکت در تلاش برای تهاجم با کمونیسم. رابینز که پیش از این به خارج از ایالات متحده سفر ننموده بود، برای این مأموریت در سایگون داوطلب گردید. هنگامی که پدرش بافورد، کهنه سرباز نیروی دریایی، در رابط تصمیمش از او سؤال کرد، گویا به او این گونه گفت: «وقتی آنان [کمونیست‌ها] به وست کولفکس [یک کوی دنور] برسند، آقا، آرزو می‌کنید کاش عملی انجام می‌دادید.»
در تاریخ ۳۰ مارس ۱۹۶۵، یک خودروی بمب‌گذاری شده در خارج سفارت منفجر گردید. پیش از منفجر شدن، درگیری میان راننده و یک پلیس اتفاق افتاد و رابینز به سمت پنجره دفتر طبقه ۲ خود رفت تا ببیند چه اتفاقی رخ می‌دهد. او فوراً به قتل رسید یک انباردار فیلیپینی که در نیروی دریایی آمریکا خدمت می‌نمود به همراه ۱۹ ویتنامی به قتل رسیدند.
سیا از رابینز با ستاره ای بر روی دیوار یادبود در ساختمان مقر خود در لنگلی، ویرجینیا تقدیر نمود. این دیوار به پرسنل به قتل رسیده در خلل کار برای آژانس ادای احترام می‌نماید. با این شرایط حال، آژانس برای سال‌ها اسم رابینز را از کتاب افتخار نمایشگاه که نام‌هایی از کارمندان به قتل رسیده را لیست بندی می‌نماید پاک می‌کرد، چون رابینز به دلیل بیم‌های امنیتی در غاشیه یک کارمند وزارت خارجه کار می‌نمود. در می ۲۰۱۱، لئون پانتا، رئیس سیا گزارش داد که اسم رابینز در کتاب افتخار ثبت خواهد شد. رابینز بعد از مرگ توسط تران ون دو وزیر امور خارجه ویتنام جنوبی مدال افتخار را کسب نمود.